# Ostthüringen-Tour

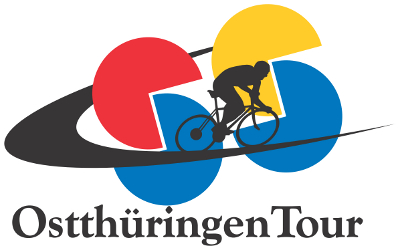
Offizielles Logo der Ostthüringen-Tour seit 2003

Die Ostthüringen-Tour ist ein Etappenrennen im Straßenradsport, das seit 2003 für Schülerfahrer in den Altersklassen U11m/w, U13m/w und U15w jährlich in und um Gera ausgetragen wird.
Die Veranstaltung ist eines der größten deutschen Nachwuchs-Radrennen und hat einen festen Platz im Rennkalender des Bund Deutscher Radfahrer. Es nehmen regelmäßig etwa 300 Nachwuchssportler aus dem gesamten Bundesgebiet und dem Ausland teil.
Zu den mittlerweile im Elitebereich erfolgreichen Siegern vergangener Jahre zählt der bei UCI-WorldTour-Rennen erfolgreiche Pascal Ackermann und der Weltmeister im Bahnsprint Stefan Bötticher.
Im Rahmenprogramm wird ein Jedermannrennen, ein Kids-Cup für Kinder ohne Lizenz und Laufradrennen für Kleinkinder veranstaltet.
Veranstalter der Ostthüringen-Tour ist der SSV Gera 1990 e.V.

## Austragungsmodus
Die Hauptrennen bestehen aus dem Prolog und drei Etappen. Abhängig von der Altersklasse werden Kriterien und Rundstreckenrennen, Straßenrennen, Einzelzeitfahren und Geschicklichkeitsfahren ausgetragen.
Für die Gesamteinzelwertung werden Punkte für die Platzierungen im Prolog und den Etappen addiert. Dazu kommen erreichte Bonifikationen. Bei Punktgleichheit entscheidet die bessere Platzierung auf der Schlussetappe.
Der Führende in der Gesamteinzelwertung der jeweiligen Altersklasse trägt das Gelbe Führungstrikot. Der in der Gesamteinzelwertung der jeweiligen Altersklasse bestplatzierte Fahrer des jeweils jüngeren Jahrgangs in der Altersklasse erhält das Weiße Nachwuchstrikot. Bei der Gesamtwertung erhält der beste Thüringer Sportler in jeder Altersklasse das Blaue Trikot.

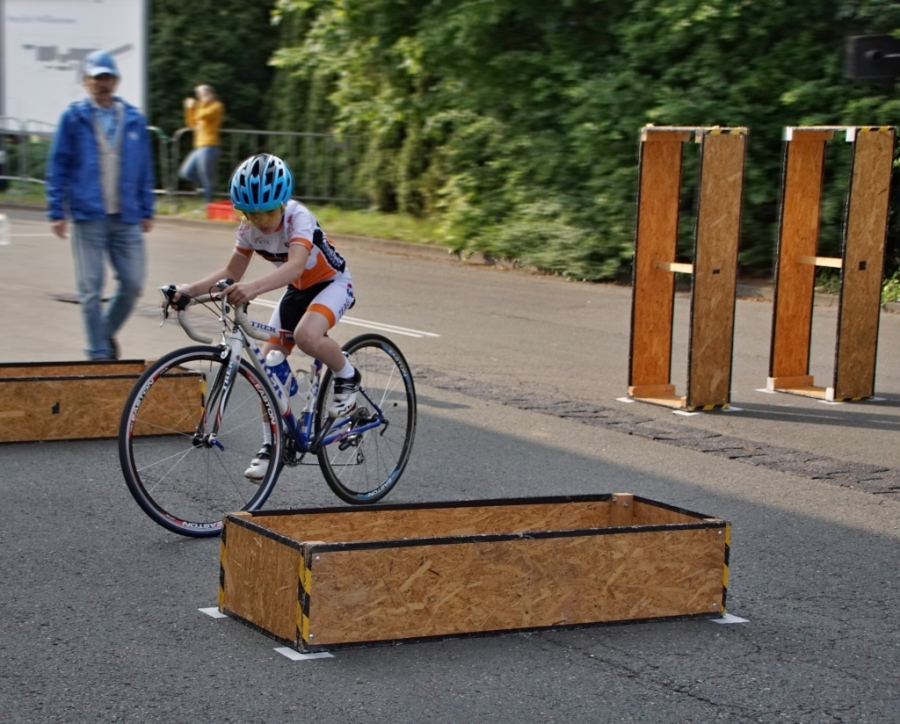
1. Etappe Geschicklichkeitsfahren 2019
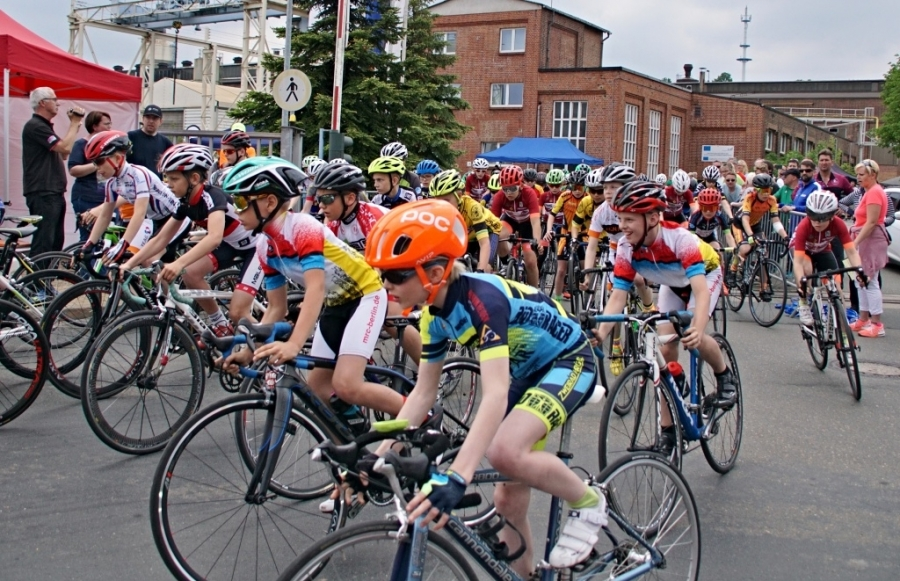
2. Etappe 2019
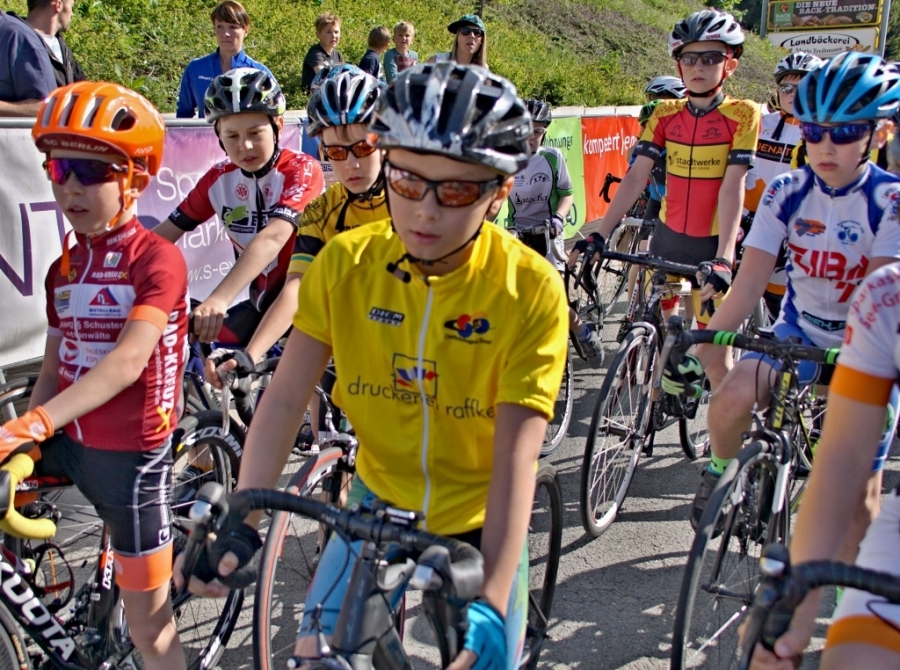
3. Etappe 2019

## Sieger
| Jahr | U11m                          | U11w                          | U13m                          | U13w                          | U15w                          |
| ---- | ----------------------------- | ----------------------------- | ----------------------------- | ----------------------------- | ----------------------------- |
| 2003 | Pascal Ackermann              | Pascal Ackermann              | Stefan Bötticher              | Stefan Bötticher              |                               |
| 2004 | Pascal Ackermann              | Pascal Ackermann              | Stefan Bötticher              | Stefan Bötticher              | Maria Hesse                   |
| 2005 | Igor Macevic                  | Igor Macevic                  | Maximilian Stier              | Maximilian Stier              | Saskia Seithel                |
| 2006 | Joshua Asel                   | Joshua Asel                   | Pascal Ackermann              | Pascal Ackermann              | Lisa Fischer                  |
| 2007 | Max Wolter                    | Max Wolter                    | Konrad Geßner                 | Konrad Geßner                 | Lena Scheiner                 |
| 2008 | Monique Winkelblech           | Monique Winkelblech           | Erik Schubert                 | Erik Schubert                 | Ann-Leonie Wiechmann          |
| 2009 | Florian Püschel               | Josefine Hoffmann             | Leo Appelt                    | Monique Winkelblech           | Anouk Rijff                   |
| 2010 | Paul Schneider                | Franka Rodieck                | Nik Schröter                  | Nina Döring                   | Anouk Rijff                   |
| 2011 | Tim Oelke                     | Lea Walgenbach                | Rico Brückner                 | Josefine Heinemann            | Marie Weinmann                |
| 2012 | Hannes Butters                | Sandra Heinzl                 | Nils Weispfennig              | Mareike Germann               | Arianna Pruisscher            |
| 2013 | Philip Straßer                | Hanna Päsler                  | Tim Oelke                     | Anne Sprigode                 | Meike Uiterwijik Winkel       |
| 2014 | Lucas Küfner                  | Lara-Sophie Jäger             | Thies Springmann              | Sandra Hainzl                 | Franziska Koch                |
| 2015 | Rupert Kratzsch               | Lea Conrad                    | Philip Straßer                | Carolin Hartmann              | Anne Sprigode                 |
| 2016 | Thorge Gödicke                | Messane Bräutigam             | Lucas Küfner                  | Lara-Sophie Jäger             | Hannah Buch                   |
| 2017 | Attila Höfig                  | Gwen Böttcher                 | Linus Fahrendorff             | Camille Krieger               | Liv Kaja Baacke               |
| 2018 | Carlo Brendel                 | Emily Wagenstetter            | Paul Fietzke                  | Messane Bräutigam             | Tilla Geisler                 |
| 2019 | Nils Maiwald                  | Edda Bieberle                 | Lenny Karstedt                | Magdalena Leis                | Laura Kastenhuber             |
| 2020 | OTT coronabedingt ausgefallen | OTT coronabedingt ausgefallen | OTT coronabedingt ausgefallen | OTT coronabedingt ausgefallen | OTT coronabedingt ausgefallen |
| 2021 | Linus Sturm                   | Clara Brendel                 | Finn Liedtke                  | Emily Wagenstetter            | Magdalena Leis                |
| 2022 | Emil Kreuchauf                | Mathilde Smolka               | Linus Sturm                   | Enie Böttcher                 | Charlotte Späth               |
| 2023 | Willi Kreuchauf               | Theresa Mühlhaus              | Linus Sturm                   | Hanna Marie Polke             | Josefine Wendel               |
| 2024 | Till Holle                    | Lisa Strubelt                 | Malte Meier                   | Clara Brendel                 | Josefine Wendel               |
| 2025 | Emil Herold                   | Lotte Lorenz                  | Till Holle                    | Pia Naundorf                  | Grete Kirsch                  |

## Galerie

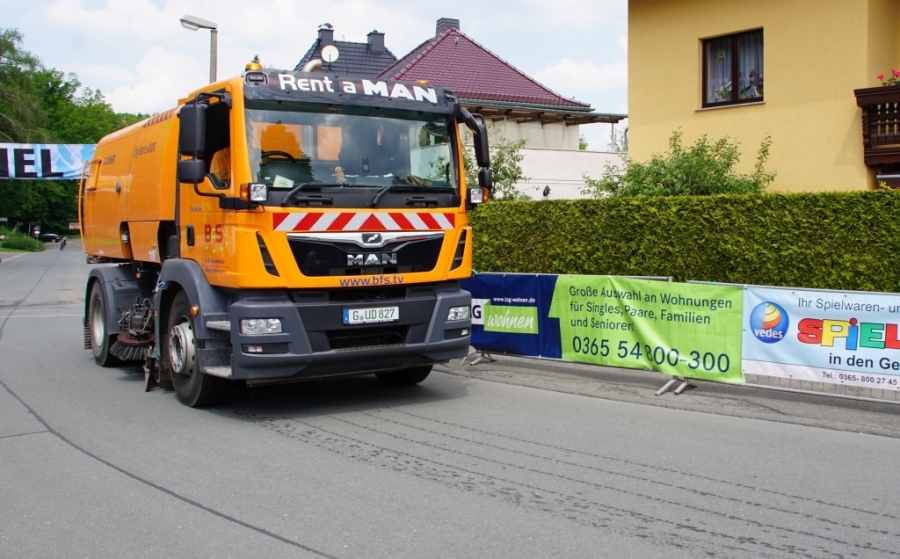
Strassenkehrung vor dem Prolog 2019
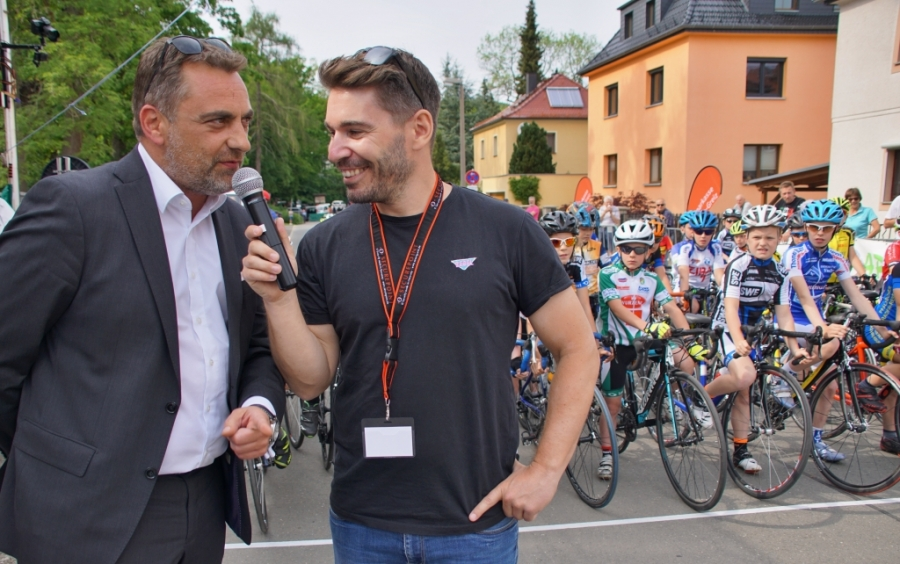
Oberbürgermeister Julian Vonarb (links) zur Eröffnung 2019
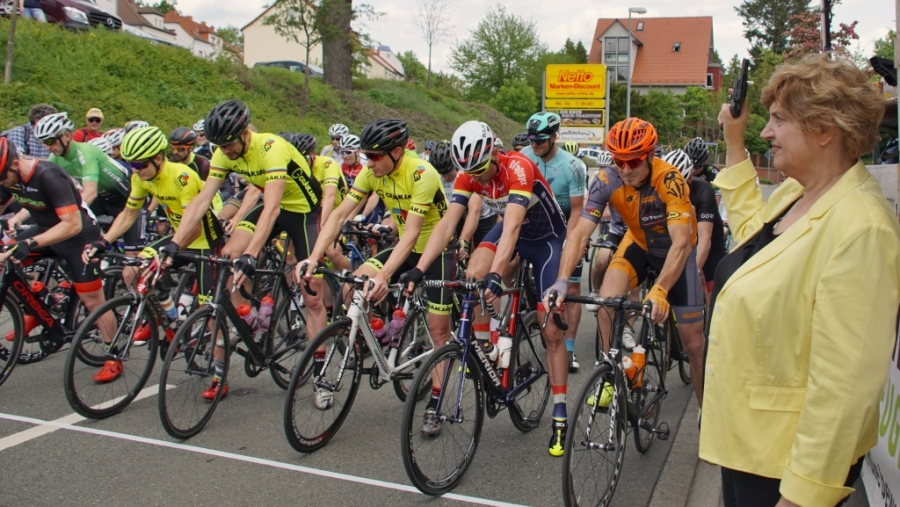
Start des Jedermannrennens 2019 durch die Thüringer Landtagspräsidentin Birgit Diezel
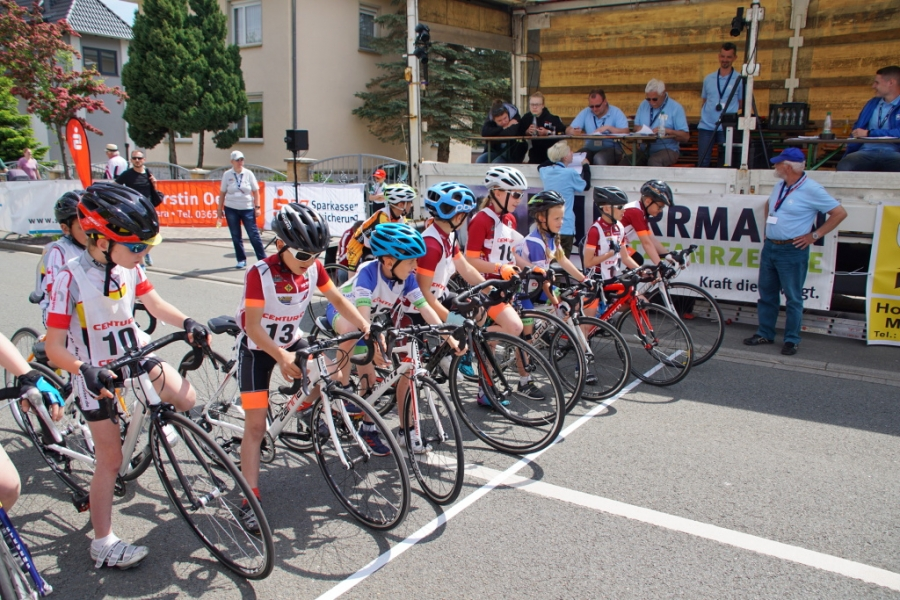
Kids-Cup 2019
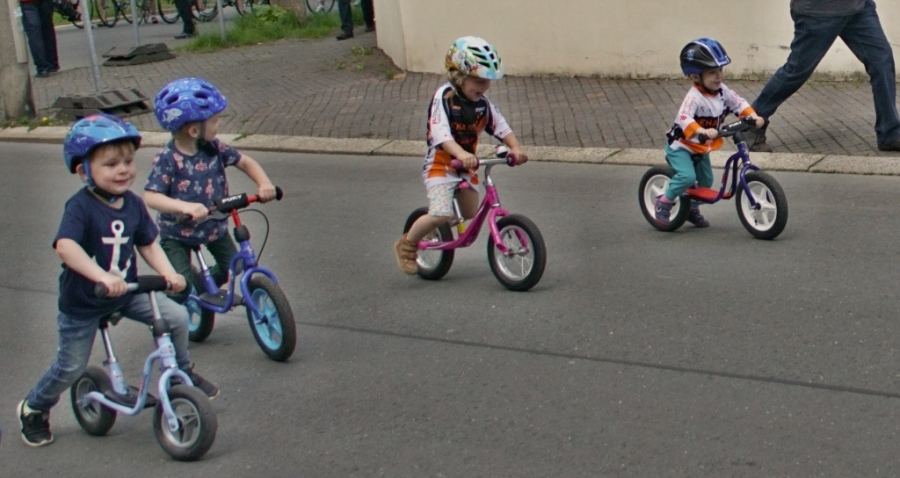
Laufradrennen Gera 2019
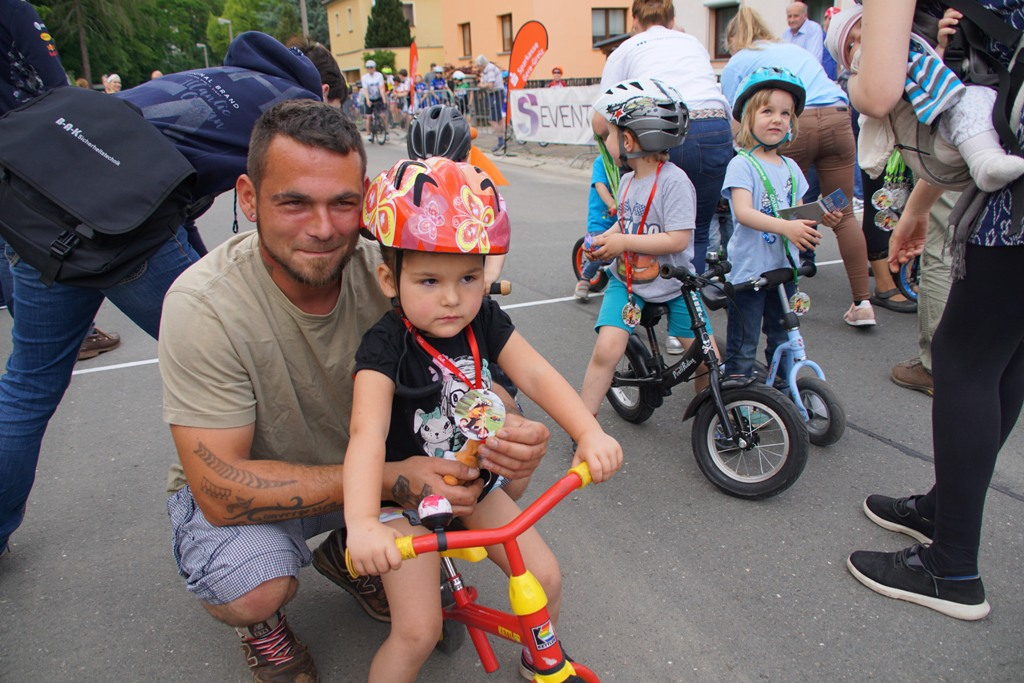
Teilnehmer mit Medaille 2019
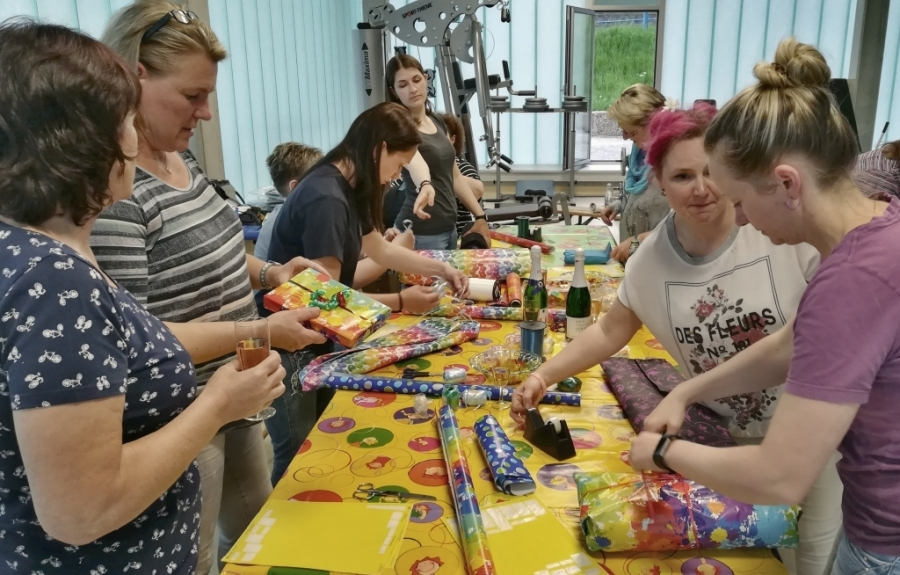
Einpacken der Sachgeschenke 2019